# Poebrodon
Poebrodon — вимерлий рід родини Camelidae. Рід містить такі види: Poebrodon californicus, Poebrodon kayi. Скам'янілості виявлено в США (Каліфорнія, Юта, Вайомінг) — всього 3 колекції.